# Estádio das Antas
Estádio das Antas (oficial Estádio do Futebol Clube do Porto) a fost cel de-al treilea stadion al clubului portughez de fotbal FC Porto. El a fost utilizat între 1952 și 2004, înlocuindu-l pe Campo da Constituição, iar ulterior a fost înlocuit de Estádio do Dragão. Arena a fost demolată în 2004. Acesta a fost unul dintre cele mai mari stadioane din lume.

## Meciuri ale selecționatei Portugaliei
| #   | Data              | Scor | Oponent         | Competiția                                             |
| --- | ----------------- | ---- | --------------- | ------------------------------------------------------ |
| 1.  | 23 November 1952  | 1–1  | Austria         | Meci amical                                            |
| 2.  | 22 May 1955       | 3–1  | Anglia          | Meci amical                                            |
| 3.  | 28 June 1959      | 3–2  | Germania de Est | Euro 1960                                              |
| 4.  | 15 November 1964  | 2–1  | Spania          | Meci amical                                            |
| 5.  | 24 June 1965      | 0–0  | Brazilia        | Meci amical                                            |
| 6.  | 31 October 1965   | 0–0  | Cehoslovacia    | Calificările pentru Campionatul Mondial de Fotbal 1966 |
| 7.  | 3 July 1966       | 1–0  | România         | Meci amical                                            |
| 8.  | 12 November 1967  | 2–1  | Norvegia        | Preliminariile Campionatului European de Fotbal 1968   |
| 9.  | 4 May 1969        | 2–2  | Grecia          | Calificările pentru Campionatul Mondial de Fotbal 1970 |
| 10. | 12 May 1971       | 5–0  | Danemarca       | Preliminariile Campionatului European de Fotbal 1972   |
| 11. | 12 November 1975  | 1–1  | Cehoslovacia    | Preliminariile Campionatului European de Fotbal 1976   |
| 12. | 16 October 1976   | 0–2  | Polonia         | Calificările pentru Campionatul Mondial de Fotbal 1978 |
| 13. | 15 April 1981     | 1–1  | Bulgaria        | Meci amical                                            |
| 14. | 20 June 1981      | 2–0  | Spania          | Meci amical                                            |
| 15. | 14 October 1984   | 2–1  | Cehoslovacia    | Calificările pentru Campionatul Mondial de Fotbal 1986 |
| 16. | 11 November 1987  | 0–0  | Elveția         | Preliminariile Campionatului European de Fotbal 1988   |
| 17. | 17 October 1990   | 1–0  | Țările de Jos   | Preliminariile Campionatului European de Fotbal 1992   |
| 18. | 20 February 1991  | 5–0  | Malta           | Preliminariile Campionatului European de Fotbal 1992   |
| 19. | 4 September 1991  | 1–1  | Austria         | Meci amical                                            |
| 20. | 11 September 1991 | 1–0  | Finlanda        | Preliminariile Campionatului European de Fotbal 1992   |
| 21. | 24 February 1993  | 1–3  | Italia          | Calificările pentru Campionatul Mondial de Fotbal 1994 |
| 22. | 13 October 1993   | 1–0  | Elveția         | Calificările pentru Campionatul Mondial de Fotbal 1994 |
| 23. | 3 June 1995       | 3–2  | Letonia         | Preliminariile Campionatului European de Fotbal 1996   |
| 24. | 3 September 1995  | 1–1  | Irlanda de Nord | Preliminariile Campionatului European de Fotbal 1996   |
| 25. | 21 February 1996  | 1–2  | Germania        | Meci amical                                            |
| 26. | 9 November 1996   | 1–0  | Ucraina         | Calificările pentru Campionatul Mondial de Fotbal 1998 |
| 27. | 7 June 1997       | 2–0  | Albania         | Calificările pentru Campionatul Mondial de Fotbal 1998 |
| 28. | 10 October 1998   | 0–1  | România         | Preliminariile Campionatului European de Fotbal 2000   |
| 29. | 28 March 2001     | 2–2  | Țările de Jos   | Calificările pentru Campionatul Mondial de Fotbal 2002 |
| 30. | 29 March 2003     | 2–1  | Brazilia        | Meci amical                                            |